# Элатин
Элати́н — дитерпеновый алкалоид, является третичным основанием, по действию и строению сходен с аконитином. 
Часто сырьём для получения элатина служит растение Живокость высокая (Delphinium elatum). Установлено, что элатин содержится во многих в других растениях семейства Лютиковые (Ranunculaceae), например в растениях рода Борец (Aconitum).
Иногда, в некоторых источниках, данным названием описывают вещество с формулой C37H48N2O10 и CAS номерами 252-082-4 или 252-081-9, однако чаще данным названием описывается вещество C38H50N2O10 с CAS номером 26000-16-8 .
На иллюстрациях приведены структурные формулы C37H48N2O10 отличающееся от C38H50N2O10 только одной метильной группой.

## Физические свойства
Белый кристаллический порошок, хорошо растворяется в органических растворителях, растворим в воде при добавлении соляной кислоты.

## Токсикология
Ядовитое вещество. Входит в одну филогенетическую группу с алкалоидами аконита и подобен им по своему курареподобному физиологическому воздействию. Вызывает угнетение центральной нервной системы с одновременным поражением желудочно-кишечного тракта и сердечно-сосудистой системы. 
LD50 (Мышь): 5 мг/кг
Симптомы отравления: судороги отдельных групп мышц или всего тела, тошнота, рвота. При больших дозах смерть наступает от остановки дыхания на фоне поражения сердца.
Терапия: промывание желудка танином 0,5 %, слабительное. Обильное тёплое питьё. В зависимости от состояния, могут применяться атропин, возбуждающие или сердечные средства.

## Применение
На основе алкалоида элатин, получаемого из растения Живокость высокая (Delphinium elatum), ранее выпускали препарат «Элатин».
Препарат действует курареподобным образом, при пероральном применении. 
Применяется для снижения мышечного тонуса, при травматических и прочих нарушениях головного мозга, включая сосудистые, сопровождаемые гипертонией мышц. Применение элатина вызывает уменьшение болей в конечностях и снижение спастичности, несколько снижает кровяное давление, угнетает подкорковые центры и оказывает ганглииоблокирующее действие.